# Aaron Hunt
Aaron Hunt (Goslar, 4 settembre 1986) è un ex calciatore tedesco di ruolo centrocampista.

## Carriera

### Club
Ha debuttato in Bundesliga con il Werder il 18 settembre 2004, in una gara contro il Hannover 96. Il 12 febbraio 2005 ha messo a segno la sua prima rete in campionato, mentre il 3 marzo 2007 ha realizzato la sua prima tripletta nell'incontro con il Bochum chiusosi sul 3-0.
Si è segnalato per fair play nel marzo del 2014 durante una partita di Bundesliga contro il Norimberga, quando, dopo che, a seguito di una sua simulazione nella quale aveva finto un contatto con il difensore avversario Javier Pinola, l'arbitro gli aveva assegnato un rigore, ha ammesso la simulazione, invitando l'arbitro a non assegnare il rigore. Con il Werder Brema ha vinto un campionato (2003-2004), una Coppa di Lega tedesca (2006) e due Coppe di Germania (2003-2004 e 2008-2009). Inoltre vince anche una Supercoppa di Germania (2009, non ufficiale).
Nell'estate 2014 si trasferisce al Wolfsburg, che lascia dopo una sola stagione e con cui ha vinto una Coppa di Germania (2014-15) e una Supercoppa di Germania (2015), trasferendosi all'Amburgo per circa 3 milioni. Diventa capitano della squadra, capeggiando la sua squadra anche in Zweite Bundesliga dopo la prima retrocessione della storia dell'Amburgo.

### Nazionale
Di padre tedesco e madre inglese, ha deciso di giocare con la Nazionale tedesca. Con la Germania ha ottenuto 3 presenze senza reti dal 2009 al 2013. Inoltre ha giocato precedentemente con la Germania Under-16 (5 presenze 1 gol), Under-17 (10 presenze 6 gol) e Under-21 (13 presenze 3 gol).

## Statistiche

### Cronologia presenze e reti in Nazionale
| Cronologia completa delle presenze e delle reti in nazionale ― Germania | Cronologia completa delle presenze e delle reti in nazionale ― Germania | Cronologia completa delle presenze e delle reti in nazionale ― Germania | Cronologia completa delle presenze e delle reti in nazionale ― Germania | Cronologia completa delle presenze e delle reti in nazionale ― Germania | Cronologia completa delle presenze e delle reti in nazionale ― Germania | Cronologia completa delle presenze e delle reti in nazionale ― Germania | Cronologia completa delle presenze e delle reti in nazionale ― Germania |
| Data                                                                    | Città                                                                   | In casa                                                                 | Risultato                                                               | Ospiti                                                                  | Competizione                                                            | Reti                                                                    | Note                                                                    |
| ----------------------------------------------------------------------- | ----------------------------------------------------------------------- | ----------------------------------------------------------------------- | ----------------------------------------------------------------------- | ----------------------------------------------------------------------- | ----------------------------------------------------------------------- | ----------------------------------------------------------------------- | ----------------------------------------------------------------------- |
| 18-11-2009                                                              | Gelsenkirchen                                                           | Germania                                                                | 2 – 2                                                                   | Costa d'Avorio                                                          | Amichevole                                                              | -                                                                       | 80’                                                                     |
| 11-8-2010                                                               | Copenaghen                                                              | Danimarca                                                               | 2 – 2                                                                   | Germania                                                                | Amichevole                                                              | -                                                                       | 56’                                                                     |
| 29-5-2013                                                               | Boca Raton                                                              | Germania                                                                | 4 – 2                                                                   | Ecuador                                                                 | Amichevole                                                              | -                                                                       | 56’                                                                     |
| Totale                                                                  |                                                                         | Presenze                                                                | 3                                                                       |                                                                         | Reti                                                                    | 0                                                                       |                                                                         |

## Palmarès

### Club
- Campionato tedesco: 1

Werder Brema: 2003-2004
- Coppa di Germania: 3

Werder Brema: 2003-2004, 2008-2009
Wolfsburg: 2014-2015
- Coppa di Lega tedesca: 1

Werder: 2006
- Supercoppa di Germania: 2

Werder Brema: 2009 (non ufficiale)
Wolfsburg: 2015